# Omi
Omar Samuel Pasley, mer känd under sitt artistnamn Omi, född 3 september 1986 i May Pen i Clarendon på Jamaica, är en jamaicansk sångare. Han är mest känd för sin låt "Cheerleader" som har blivit en hit världen över då den 2014 remixades av den tyske DJ:n Felix Jaehn. Omi är för tillfället signad för Ultra Music som är en del av Sony Music och den 16 oktober 2015 släpptes hans debutalbum Me 4 U.